# Фестивали песни АВС
Фестивали песни АВС (англ. ABU Song Festivals) — ежегодные песенные конкурсы стран Азиатско-Тихоокеанского региона, аналогичные конкурсу песни Евровидение. Формат состоит из двух шоу: радиофестиваля песни (англ. ABU Radio Song Festival) и телефестиваля песни (англ. ABU TV Song Festival). Организатор фестивалей — Азиатско-тихоокеанский вещательный союз (ABU).
Каждая страна-участница представляет песню исполненную в прямом эфире на радио и телевидении. Радиофестиваль представляет собой соревновательное шоу с коллегией судей, которые выбирают пятёрку лучших исполнителей. Что касается телефестиваля, то он не носит соревновательный характер.

## История

### Наш Звук — конкурс песни АВС

Предыдущий логотип конкурса с прошлым названием «Наш Звук — Азиатско-Тихоокеанский конкурс песни»

В 2008 году Европейский вещательный союз (ЕВС) предложил сотрудничество с АВС для создания Конкурса песни Азиявидение, однако, эти переговоры не дали никаких результатов, и в сентябре 2008 года было объявлено, что формат Конкурса песни Евровидение для азиатского производства был продан частной компании из Сингапура, ООО «Asiavision». Оригинальным названием, предназначенным для этого мероприятия, было «Конкурс песни Азиявидение» англ. Asiavision Song Contest, но позже, по запросу от АВС, название сменили на «Наш Звук — конкурс песни АВС» (англ. Our Sound — The Asia-Pacific Song Contest), которое используется в названии Азиивидения для служб обмена новостями. Изначально, премьеру конкурса (который должен был иметь две программы телевизионного вещания в прямом эфире со всенародным голосованием) выставили на 2009 год, но позднее дата была перенесена на март 2010 года в Макао, а затем и на ноябрь 2010 в Мумбаи. В конце концов, событие было отложено на неопределённый срок «в связи с текущими спорами между организациями и ЕВС».

### Разработка
Азиатско-Тихоокеанский вещательный союз (АВС) уже запускал проект международного конкурса песни для своих членов, вдохновлённых конкурсом песни Евровидение в 1985—1987 годах, который назывался «Азиатско-Тихоокеанский конкурс популярной песни» (англ. ABU Popular Song Contest). В нём приняли участие 14 стран Азиатско-Тихоокеанского региона. Шоу имело концепцию аналогичную текущим фестивалям, где победителей выбирало профессиональное жюри. Победы в этом конкурсе одержали Южная Корея, Новая Зеландия и Австралия соответственно. В 1989—1991 годах АВС создал «Азиатско-Тихоокеанский Всемирный конкурс песни Золотого Воздушного Змея» (англ. ABU Golden Kite World Song Festival) в Малайзии с участием стран АТР, а также Югославии и Финляндии.
Незадолго до начала фестиваля песни, АВС рассматривал возможность организации фестиваля песни АВС среди стран Содружества Юго-Восточной Азии (англ. ABU ASEAN TV Song Festival) в Таиланде. Исторически сложилось так, что конкурсы песни АСЕАН уже организовывались в период между 1981 и 1997 годом, однако с 2011 года Фестиваль стран Юго-Восточной Азии был организован между местными радиостанциями «Bintang Radio ASEAN».
АВС обрисовал концепцию «телевизионного фестиваля песни» в стиле конкурса песни Евровидение, после отмены проекта «Наш звук». Кенни Кхихюн Пэ был выбран руководителем проекта, и отправлен на конкурс песни Евровидение 2012 в Баку, чтобы узнать больше о конкурсе до того, как приступит к работе.
В ноябре 2011 года АВС заявил, что он будет организовывать свои собственные теле- и радиофестивали песни, которые пройдут в южнокорейской столице, Сеуле, одновременно с 49-й генеральной ассамблеей в октябре 2012 года. Название «Конкурс песни Азиявидение» изначально упоминалось как возможное, но позже оно было официально изменено на «Телефестиваль песни АВС» (англ. ABU TV Song Festival) и «Радиофестиваль песни АВС» (англ. ABU Radio Song Festival). Соответствуя требованиям АВС, крайним сроком для принятия заявок на участие в Азиатско-Тихоокеанском телефестивале песни было 18 мая 2012 года.

## Формат
Андреас Герлах, генеральный директор ООО «Asiavision», заявил, что «формат хорошо подходит для азиатского региона и его жителей, которые любят популярную музыку и имеют сильную национальную гордость. Азия и сегодня находится в конкурентном состоянии как экономически, так и политически. Конкурс песни является дружеским соревнованием между культурами. Как и в Европе, универсальный язык музыки поможет сблизить людей и развить взаимопонимание в регионе.».
Конкурсы подразделяются на два варианта, радиофестиваль песни и телефестиваль песни АВС. Двадцать шесть песен шестнадцати наций соревновались между собой на радиофестивале песни, который состоялся в южнокорейской столице, Сеуле 14 октября 2012 года, тем временем, как семь наций соревновались на  телефестивале песни АВС.

## Страны и зависимые государства, которые могут принимать участие в конкурсах
- Австралия
- Азербайджан
- Афганистан
- Бангладеш
- Бутан
- Бруней
- Камбоджа
- Китай
- Египет
- Фиджи
- Гонконг
- Индия
- Индонезия
- Иран
- Япония
- Иордания
- Казахстан
- Кыргызстан
- Лаос
- Макао
- Малайзия
- Мальдивы
- Монголия
- Мьянма
- Науру
- Непал
- Новая Зеландия
- Остров Норфолк
- КНДР
- Палестина
- Пакистан
- Папуа — Новая Гвинея
- Филиппины
- Самоа
- Саудовская Аравия
- Сингапур
- Соломоновы Острова
- Республика Корея
- Шри-Ланка
- Таиланд
- Восточный Тимор
- Тонга
- Турция
- Туркменистан
- Узбекистан
- Вануату
- Вьетнам

### Кроме того, в конкурсах принимали участие страны, не находившиеся в зоне вещания ABU

#### Европа
- Румыния - Азиатско-Тихоокеанский радиофестиваль песни - 2016
- Финляндия - Азиатско-Тихоокеанский Всемирный конкурс песни Золотого Воздушного Змея - 1990 год.
- Югославия - Азиатско-Тихоокеанский Всемирный конкурс песни Золотого Воздушного Змея - 1989 год.

#### Африка
- Замбия - телефестиваль песни АВС - 2017 год.
- Тунис - телефестиваль песни АВС - 2016 год.

## Азиатско-Тихоокеанский Всемирный конкурс песни Золотого Воздушного Змея
Азиатско-Тихоокеанский Всемирный конкурс песни Золотого Воздушного Змея (англ. ABU Golden Kite World Song Festival) — это конкурс для музыкантов. Каждый участник выбирался одним национальным телевещателем. Жюри, состоящее из членов АВС выбирало ТОП-3.

#### Победители
| Год  | Страна           | Исполнитель    | Песня              | Дата      | Место проведения |
| ---- | ---------------- | -------------- | ------------------ | --------- | ---------------- |
| 1989 | Индонезия        | Хари Моеткл    | Aku Suka Kamu Suka | 1 октября | Куала-Лумпур     |
| 1990 | Республика Корея | Мин Хае Кьюнг  | Beloved Face       | сентябрь  | Куала-Лумпур     |
| 1991 | Австралия        | Пенни Павлакис | Like A Song        | 25 ноября | Кучинг           |

#### Уходы, возвращения и дебюты
Чтобы распустить объединённые ячейки, нажмите на ячейку «Год».
| Год  | Место проведения | Дата      | ВУ | Дебюты | Возвращения        | Уходы                                   | Победитель       |
| ---- | ---------------- | --------- | -- | --- | ------------------ | --------------------------------------- | ---------------- |
| 1989 | Малайзия         | 1 октября | 12 | 12: Австралия, Индия, Индонезия, Иордания, Малайзия, Непал, Пакистан, Республика Корея, Сингапур, Филиппины, Югославия, Япония | —                  | —                                       | Индонезия        |
| 1990 | Малайзия         | сентябрь  | 14 | 4: Бруней, Гонконг, Финляндия, Шри-Ланка                                                                                       | —                  | 2: Индия, Иордания                      | Республика Корея |
| 1991 | Малайзия         | 25 ноября | 17 | 3: Иран, Китай, Турция | 1: Индия, Иордания | 3: Гонконг, Непал, Югославия (навсегда) | Австралия        |
| Год  | Место проведения | Дата      | ВУ | Дебюты | Возвращения        | Уходы                                   | Победитель       |

## Радиофестиваль песни АВС
Радиофестиваль песни АВС (англ. ABU Radio Song Festival) — это конкурс для музыкантов, не имеющих контракты с какими-либо звукозаписывающими лейблами. По правилам радиофестиваля должен был проходить раз в два года, но в 2014 году стало известно, что фестиваль 2015 года пройдёт в столице Мьянмы — Янгоне. АВС рекомендует своим членам выставлять участвующих исполнителей и их песни на радио. Каждый участник выбирается одним национальным радиовещателем. Жюри, состоящее из членов АВС выбирает от 10 до 15 финалистов. Финалисты выступают во время прохождения генеральной ассамблеи АВС. В 2012 году специальное жюри награждало лучших финалистов особыми премиями.

### Участие
| Страны                | 2010-е | 2010-е | 2010-е | 2010-е | 2010-е | 2010-е |
| Страны                | 2      | 4      | 5      | 6      | 8      | 9      |
| Австралия             |        |        |        |        |        |        |
| Бруней                |        |        |        |        |        |        |
| Бутан                 |        |        |        |        |        |        |
| Вьетнам               |        |        |        |        |        |        |
| Индонезия             |        |        |        |        |        |        |
| Иран                  |        |        |        |        |        |        |
| Малайзия              |        |        |        |        |        |        |
| Пакистан              |        |        |        |        |        |        |
| Республика Корея      | 1      |        |        |        |        |        |
| Сингапур              |        |        |        |        |        |        |
| Таиланд               |        |        |        |        |        |        |
| Индия                 |        |        |        |        |        |        |
| Шри-Ланка             |        |        |        |        |        |        |
| Мальдивы              |        |        |        |        |        |        |
| Мьянма                |        |        |        |        |        |        |
| Государство Палестина |        |        |        |        |        |        |
| Китай                 |        |        |        |        |        |        |
| Макао                 |        |        |        |        |        |        |
| Непал                 |        |        |        |        |        |        |
| Румыния               |        |        |        |        |        |        |
| Туркменистан          |        |        |        |        |        |        |
| Афганистан            |        |        |        |        |        |        |
| Казахстан             |        |        |        |        |        |        |
| Турция                |        |        |        |        |        |        |
| Страны                | 2      | 4      | 5      | 6      | 8      | 9      |
| Страны                | 2010-е |        |        |        |        |        |

#### Уходы, возвращения и дебюты
Чтобы распустить объединённые ячейки, нажмите на ячейку «Год».
| Год                                       | Место проведения | Дата       | ВУ      | Дебюты | Возвращения        | Уходы                                                        | Победитель              |
| ----------------------------------------- | ---------------- | ---------- | ------- | --- | ------------------ | ------------------------------------------------------------ | ----------------------- |
| 2012                                      | Республика Корея | 11 октября | 24 / 14 | Австралия, Бруней, Бутан, Вануату, Вьетнам, Индия, Индонезия, Иран, Кыргызстан, Малайзия, Пакистан, Сингапур, Судан, Фиджи, Республика Корея | —                  | —                                                            | Республика Корея        |
| Конкурс не проводился в 2013 году         |                  |            |         | |                    |                                                              |                         |
| 2014                                      | Шри-Ланка        | 23 мая     | 16 / 10 | Таиланд, Шри-Ланка | —                  | Бутан, Вануату, Вьетнам, Индонезия, Кыргызстан, Судан, Фиджи | Победитель не выбирался |
| 2015                                      | Мьянма           | 29 мая     | 17 / 13 | Мальдивы, Мьянма | Вьетнам, Индонезия | Австралия, Иран, Малайзия, Шри-Ланка                         | Победитель не выбирался |
| 2016                                      | Китай            | 26 апреля  | 17 / 13 | Китай, Макао, Непал, Румыния, Туркменистан                                                                                                   | —                  | Бруней                                                       | Победитель не выбирался |
| Конкурс не проводился в 2017 году         |                  |            |         | |                    |                                                              |                         |
| 2018                                      | Казахстан        | 11 июля    | 11 / 10 | Афганистан, Казахстан, Турция | —                  | Китай, Мьянма, Румыния, Сингапур, Таиланд, Республика Корея  | Победитель не выбирался |
| 2019                                      | Бангладеш        | 31 октября | 8 / 8   | Бангладеш | Иран, Шри-Ланка    | Афганистан, Индия, Казахстан, Макао, Турция                  | Победитель не выбирался |
| Конкурс не проводился с 2020 по 2023 года |                  |            |         | |                    |                                                              |                         |

#### Победители
| Год                                  | Страна                  | Исполнитель             | Песня                   | Дата       | Место проведения |
| ------------------------------------ | ----------------------- | ----------------------- | ----------------------- | ---------- | ---------------- |
| 2012                                 | Республика Корея        | Bily Acoustie           | For a Rest              | 11 октября | Сеул             |
| Конкурс не проводился в 2013         |                         |                         |                         |            |                  |
| 2014                                 | Победитель не выбирался | Победитель не выбирался | Победитель не выбирался | 23 мая     | Коломбо          |
| 2015                                 | Победитель не выбирался | Победитель не выбирался | Победитель не выбирался | 29 мая     | Янгон            |
| 2016                                 | Победитель не выбирался | Победитель не выбирался | Победитель не выбирался | 26 апреля  | Пекин            |
| Конкурс не проводился в 2017         |                         |                         |                         |            |                  |
| 2018                                 | Победитель не выбирался | Победитель не выбирался | Победитель не выбирался | 11 июля    | Астана           |
| 2019                                 | Победитель не выбирался | Победитель не выбирался | Победитель не выбирался | 31 октября | Дакка            |
| Конкурс не проводился с 2020 по 2023 |                         |                         |                         |            |                  |

## Телефестиваль песни АВС
Телефестиваль песни АВС (англ. ABU TV Song Festival) — это концертное выступление профессиональных музыкантов, которые, по заявлению организаторов, хорошо известны в своей стране. Мероприятие не носит соревновательный характер. Фестиваль записывается и затем транслируется членами АВС. Не участвующим странам-членам АВС и странам, не являющимися членами АВС, разрешено транслировать фестиваль позднее за определённую плату. Каждый музыкант выбирается национальной вещательной телекомпанией, которая является членом АВС. Участники выступают во время проведения Генеральной Ассамблеи АВС.
На пресс-конференции, состоявшейся 18 июля 2013 года, было объявлено, что Индонезия планирует организовать Телефестиваль песни АВС 2015. Этот выпуск, телефестиваль которого должен будет проводиться в городе принимающем Генеральную Ассамблею АВС, планируется провести в Стамбуле, Турция, в 2015 году. Если заявка на проведение конкурса в Индонезии будет принята, то это будет первый раз, когда телефестиваль пройдёт не в городе принимающем Генеральную Ассамблею, а в городе страны-организатора. 31 августа 2014 года глава индонезийской делегации Бенни Симанджунтак заявил, что страна планирует провести фестиваль 2016 года в Индонезии.

### Участие
| Страны           | 2010-е | 2010-е | 2010-е | 2010-е | 2010-е | 2010-е | 2010-е | 2010-е | 2020-е | 2020-е |
| Страны           | 2      | 3      | 4      | 5      | 6      | 7      | 8      | 9      | 0      | 1      |
| Австралия        |        |        |        |        |        |        |        |        |        |        |
| Афганистан       |        |        |        |        |        |        |        |        |        |        |
| Вьетнам          |        |        |        |        |        |        |        |        |        |        |
| Гонконг          |        |        |        |        |        |        |        |        |        |        |
| Индонезия        |        |        |        |        |        |        |        |        |        |        |
| Китай            |        |        |        |        |        |        |        |        |        |        |
| Малайзия         |        |        |        |        |        |        |        |        |        |        |
| Республика Корея |        |        |        |        |        |        |        |        |        |        |
| Сингапур         |        |        |        |        |        |        |        |        |        |        |
| Шри-Ланка        |        |        |        |        |        |        |        |        |        |        |
| Япония           |        |        |        |        |        |        |        |        |        |        |
| Бруней           |        |        |        |        |        |        |        |        |        |        |
| Иран             |        |        |        |        |        |        |        |        |        |        |
| Кыргызстан       |        |        |        |        |        |        |        |        |        |        |
| Таиланд          |        |        |        |        |        |        |        |        |        |        |
| Макао            |        |        |        |        |        |        |        |        |        |        |
| Мальдивы         |        |        |        |        |        |        |        |        |        |        |
| Турция           |        |        |        |        |        |        |        |        |        |        |
| Индия            |        |        |        |        |        |        |        |        |        |        |
| Казахстан        |        |        |        |        |        |        |        |        |        |        |
| Тунис            |        |        |        |        |        |        |        |        |        |        |
| Замбия           |        |        |        |        |        |        |        |        |        |        |
| Туркменистан     |        |        |        |        |        |        |        |        |        |        |
| Узбекистан       |        |        |        |        |        |        |        |        |        |        |
| Вануату          |        |        |        |        |        |        |        |        |        |        |
| Непал            |        |        |        |        |        |        |        |        |        |        |
| Страны           | 2      | 3      | 4      | 5      | 6      | 7      | 8      | 9      | 0      | 1      |
| Страны           | 2010-е | 2010-е | 2010-е | 2010-е | 2010-е | 2010-е | 2010-е | 2010-е | 2020-е | 2020-е |

#### Уходы, возвращения и дебюты
Чтобы распустить объединённые ячейки, нажмите на ячейку «Год».
| Год  | Место проведения | Дата       | ВУ      | Дебюты | Возвращения                                      | Уходы                                                               |
| ---- | ---------------- | ---------- | ------- | --- | ------------------------------------------------ | ------------------------------------------------------------------- |
| 2012 | Республика Корея | 14 октября | 11      | 11: Австралия · Афганистан · Вьетнам · Гонконг · Индонезия · Китай · Малайзия · Республика Корея · Сингапур · Шри-Ланка · Япония | —                                                | —                                                                   |
| 2013 | Вьетнам          | 26 октября | 16 / 15 | 4: Бруней · Иран · Кыргызстан · Таиланд                                                                                          | —                                                | —                                                                   |
| 2014 | Макао            | 25 октября | 12      | 3: Макао · Мальдивы · Турция | —                                                | 6: Афганистан · Иран · Кыргызстан · Малайзия · Сингапур · Шри-Ланка |
| 2015 | Турция           | 28 октября | 12      | 2: Индия · Казахстан | 2: Афганистан · Малайзия                         | 4: Австралия · Бруней · Китай · Таиланд                             |
| 2016 | Индонезия        | 22 октября | 12      | 1: Тунис | 2: Китай · Шри-Ланка                             | 3: Индия · Малайзия · Турция                                        |
| 2017 | Китай            | 1 ноября   | 14      | 2: Замбия · Туркменистан | 2: Индия · Малайзия                              | 2: Тунис · Шри-Ланка                                                |
| 2018 | Туркменистан     | 2 октября  | 17 / 14 | 1: Узбекистан | 2: Кыргызстан · Турция                           | 3: Замбия · Китай · Малайзия                                        |
| 2019 | Япония           | 19 ноября  | 13 / 11 | — | 2: Австралия · Китай                             | 5: Афганистан · Кыргызстан · Мальдивы · Туркменистан · Узбекистан   |
| 2020 | Малайзия         | 14 мая     | 15 / 14 | 2: Вануату · Непал | 3: Бруней · Малайзия · Туркменистан · Узбекистан | 3: Австралия · Гонконг · Казахстан                                  |
| 2021 | Малайзия         | 18 ноября  | 10      | — | 1: Казахстан                                     | 5: Вануату · Китай · Непал · Туркменистан · Узбекистан              |
| 2022 | Индия            |            |         | — | 2: Мальдивы · Туркменистан                       | 3: Бруней · Макао · Малайзия                                        |
| Год  | Место проведения | Дата       | ВУ      | Дебюты | Возвращения                                      | Уходы                                                               |